# Westdeutsche Lotterie

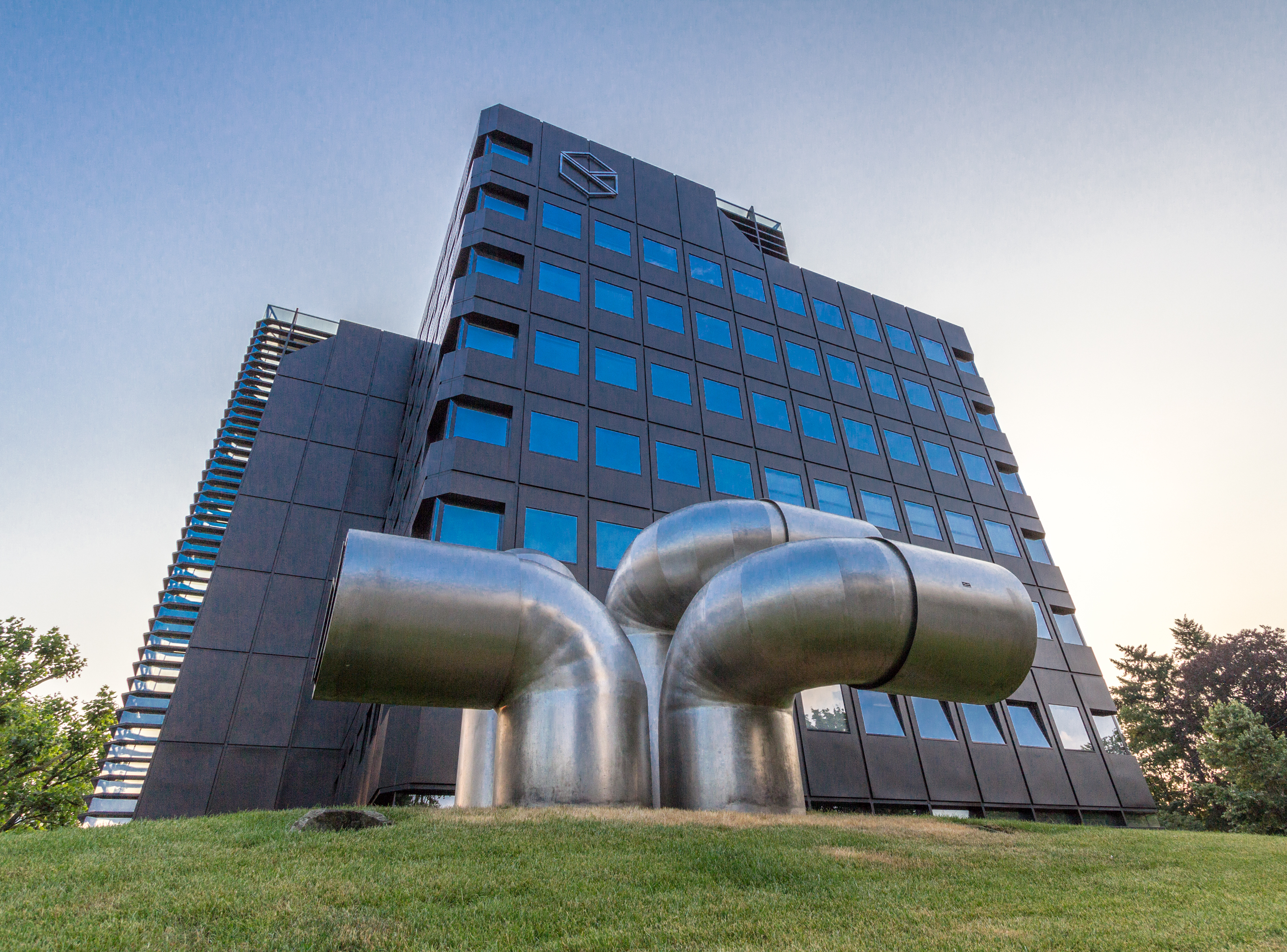
Ansicht von der Sperlichstraße

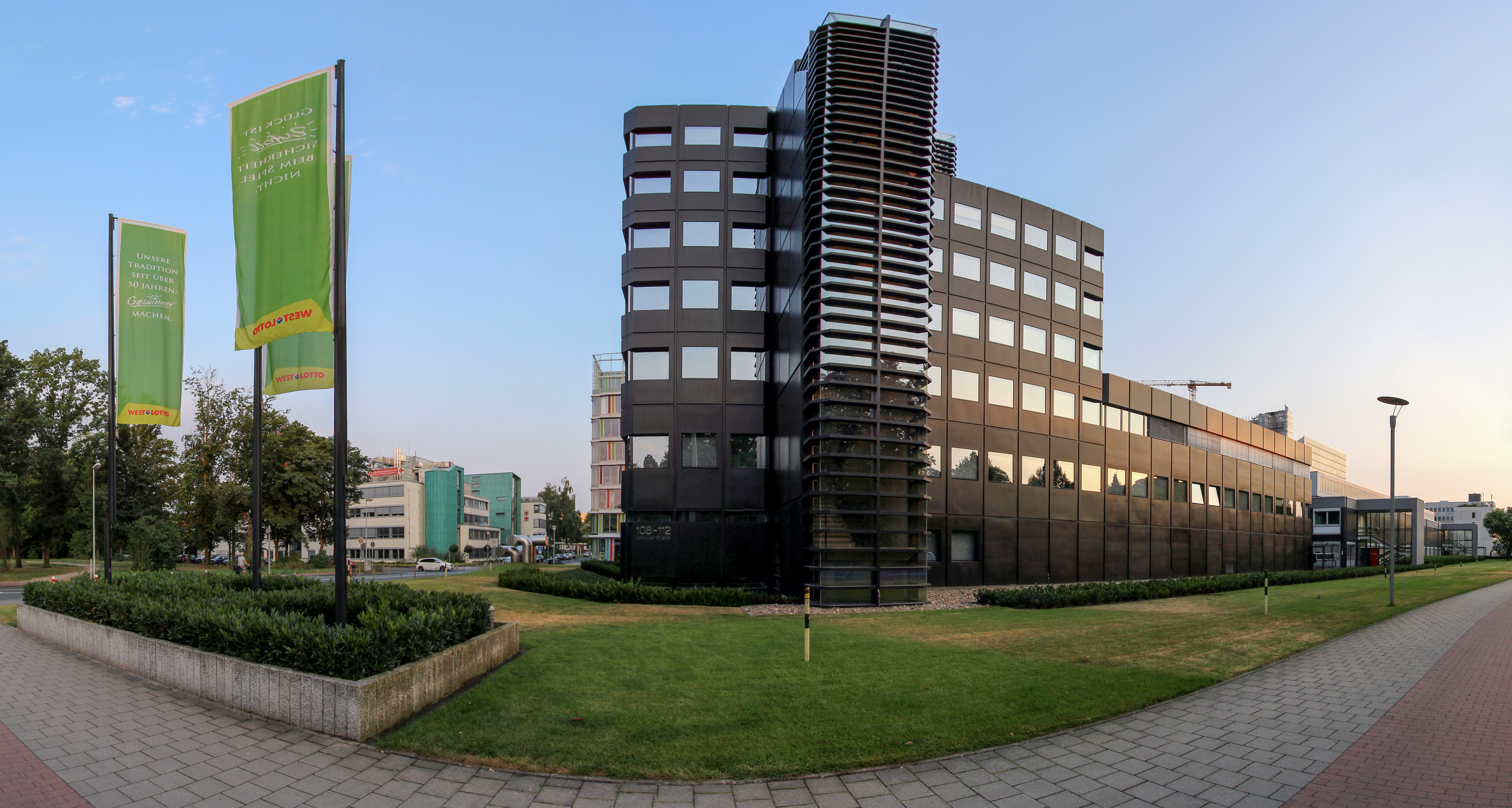
Ansicht von der Weseler Straße

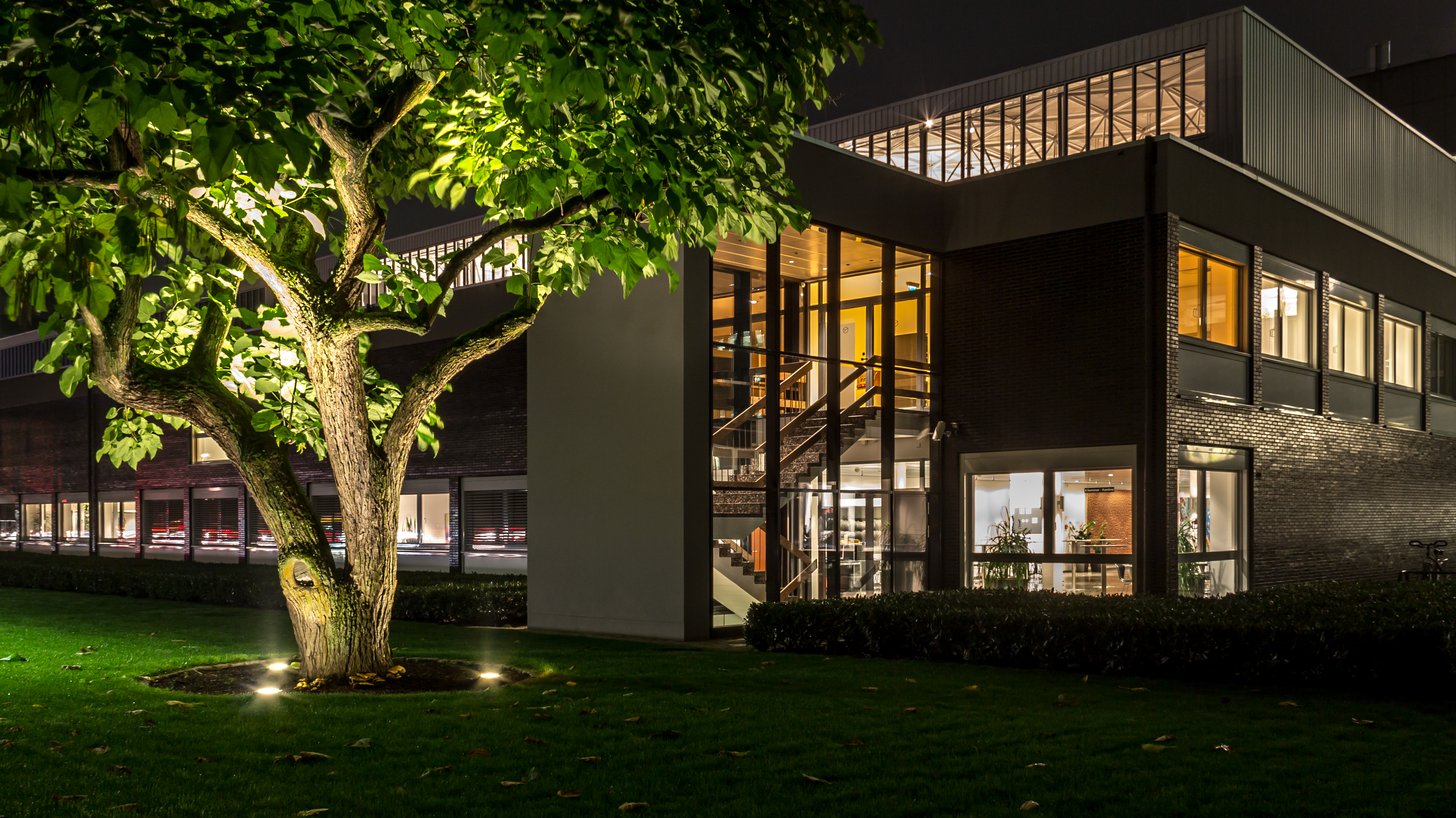
Ansicht von der Weseler Straße

Die Westdeutsche Lotterie GmbH & Co. OHG (kurz: WestLotto) mit Sitz in Münster in Westfalen ist die Lottogesellschaft des Landes Nordrhein-Westfalen. Als Tochterunternehmen der Beteiligungsverwaltungsgesellschaft des Landes Nordrhein-Westfalen mbH und der Nordwestlotto in Nordrhein-Westfalen GmbH führt sie im staatlichen Auftrag Glücksspiele in diesem Bundesland durch. Zudem ist sie auf nationaler Ebene Mitglied im Deutschen Lotto- und Totoblock sowie auf internationaler Ebene in der Vereinigung European Lotteries (EL) und der World Lottery Association (WLA).

## Unternehmen
In der Unternehmenszentrale in Münster sind rund 350 Mitarbeiter beschäftigt. Zusätzlich unterhält die Westdeutsche Lotterie 19 Bezirke innerhalb von Nordrhein-Westfalen, die das Annahmestellennetz bestehend aus rund 3.500 Annahmestellen betreuen. Für das Geschäftsjahr 2016 erwirtschaftete das Unternehmen einen Umsatz von 1,69 Mrd. Euro, als 656,5 Mio. Euro Abgaben, Lotterie- und Sportwettsteuer für das Gemeinwohl und den Landeshaushalt.
Die Westdeutsche Lotterie ist einer der Initiatoren der Lotterie Eurojackpot, deren Chairman Andreas Kötter seit 2016 ist.
Zu den angebotenen Spielen gehören Lotto „6 aus 49“, Eurojackpot, Spiel 77, Super 6, Glücksspirale, Keno, plus 5, Oddset, Kombi- oder Topwette, Toto und die Sofortlotterie. Das Spielangebot richtet sich ausschließlich an Volljährige.

## Geschichte
Die Gründung der Westdeutschen Lotterie erfolgte im Jahre 1955 als Nordwestlotto im Verbund der Nordwestdeutschen Klassenlotterie als gemeinsame Lotterie der Länder Hamburg, Schleswig-Holstein und Nordrhein-Westfalen. Sie unterhielt dabei zwei Geschäftsstellen in Köln für den rheinländischen und Münster für den westfälischen Landesteil. Zusammen mit der Staatlichen Lotterieverwaltung des Freistaates Bayern fand im selben Jahr, am 9. Oktober 1955, erstmals die Ziehung im System „6 aus 49“ statt.
Im Jahre 1957 erfolgte die Herauslösung aus dem Verbund der Nordwestdeutschen Klassenlotterie und die Westdeutsche Lotterie wurde ein Tochterunternehmen der WestLB beziehungsweise der NRW.Bank nach der Abspaltung von der WestLB am 1. August 2002. Die beiden Landesgeschäftsstellen blieben dabei erhalten. Gleichzeitig übernahm die Lotterie das Geschäft und das Vertriebsnetz der Westdeutschen Fußball Toto GmbH.
1982 erfolgte die Umfirmierung von Nordwestlotto in Westdeutsche Lotterie bei einem gleichzeitigen Wechsel der Rechtsform in eine Offene Handelsgesellschaft. Im Jahre 1991 wurde die Geschäftsstelle in Köln aufgelöst und in Münster mit der bisherigen ausschließlich für Westfalen zuständigen Geschäftsstelle zusammengelegt.
Im September 2016 beteiligte sich die Westdeutsche Lotterie an der Kunst- und Kulturveranstaltung Schauraum 2016 in Münster. Am 2. Oktober 2016 veranstaltete die Westdeutsche Lotterie in Essen erstmals eine eigene Hausmesse.
Im Jahr 2018 verzeichnete Westlotto Spieleinsätze in Höhe von 71,7 Mio. € für Rubbellose.

## Auszeichnungen
- „Europäische Standards für Responsible Gaming“ (European Lotteries) 2009, 2012, 2016[8][9][6]
- Zertifikat „WLA Security Control Standard (WLA SCS)“ 2007[10]
- „Anzeige des Jahres“ 2013 in Gold (ZMG Zeitungs Marketing Gesellschaft)[11]
- Ökoprofit 2001, 2009/2010[12]
- „Marketing Intelligence & Innovation Award“ (MIIA) 2016[6]

## Kritik
Im Mai 2014 trennte sich Westlotto von ihrem Berater für Großgewinner. Die Zeitschrift Der Spiegel enthüllte, dass dieser Westlotto-Berater eine enge Zusammenarbeit mit der Privatbank Merck Finck & Co bei der Betreuung von Lotto-Großgewinnern hatte. Der Westlotto-Berater besuchte beispielsweise Gewinner in Begleitung eines Direktors von Merck Finck & Co, einem Studienfreund. Die Mitarbeiter von Merck Finck & Co und Westlotto traten dabei teils schon bei der Gewinnmitteilung gemeinsam auf oder ein gemeinsamer Termin fand sogar in einer Filiale von Merck Finck & Co statt. Die Lottogewinner wurden beraten, ihren Gewinn in Anlageformen wie Schiffsfonds und offene Immobilienfonds zu stecken, ohne über Verlustrisiken zu informieren. Westlotto bestreitet, dass ihr Gewinnberater finanzielle Vorteile durch die Vermittlungen gehabt hätte.
Schon im April 2014 wurde Merck Finck & Co in einem Falle wegen Falschberatung von Westlotto-Gewinnern verurteilt. Ein Ehepaar hatte mehr als 6 Millionen Euro bei Westlotto gewonnen und diese bei Merck Finck & Co angelegt. Die Bank überzeugte das Ehepaar, in sogenannte geschlossene Fonds zu investieren, die sich als unsicher herausstellten, sodass das Ehepaar einen Großteil des Lottogewinns verlor. Das Landgericht Münster stellte eine Falschberatung fest und verurteilte die Bank dazu, 510.000 Euro plus Zinsen an das Ehepaar zu zahlen. Die Anwälte dieses geschädigten Ehepaars hatten das NRW-Innenministerium als Aufsichtsbehörde von Westlotto eingeschaltet. Dort sah man noch im März 2014 „keine Anhaltpunkte, die das Einschreiten der Glückspielaufsicht erfordern“. Im Mai 2014 schaltete Westlotto die Staatsanwaltschaft Münster ein, um die Vorgänge zu untersuchen. Zudem wurde von Westlotto eine Anwaltskanzlei beauftragt, die Zusammenarbeit ihres Beraters mit Merck Finck & Co zu untersuchen.
Westlotto änderte auf die Vorwürfe auch von der Staatsanwaltschaft Münster hin die Gewinnerbetreuung. Die Untersuchung der Anwaltskanzlei Freshfields Bruckhaus Deringer ergab keine Hinweise auf eine Zahlung von Provisionen oder in die Einbeziehung von Westlotto-Mitarbeitern in die Anlageberatung von Merck Finck & Co. Der Berater für Großgewinner hatte für die Vermittlung von Gewinnern Einladungen zu Fußballspielen erhalten und sich von der Privatbank beschenken lassen. Der Berater wurde entlassen. Um Kungeleien bei der Beratung von Großgewinnern durch Banken zu verhindern, wurde beschlossen, die Gewinner nur noch in den Räumlichkeiten von Westlotto und nach dem Vier-Augen-Prinzip zu beraten. Von 2002 bis 2013 hatte der Berater für Großgewinn-Gewinnern die Eröffnung eines Kontos bei Merck Finck & Co empfohlen. Vor 2002 hatte Westlotto die Kontoeröffnung bei der damaligen Muttergesellschaft von Westlotto der WestLB empfohlen. Im Juni 2013 wurden Empfehlungen zur Kontoeröffnung bei Merck Finck & Co eingestellt. Freshfields Bruckhaus Deringer erhielt den Auftrag, ein neues Compliance-Konzept für Westlotto zu erstellen.